# Mike Muscala
Michael "Mike" Peter Muscala (St. Louis Park, 1 de julho de 1991) é um jogador norte-americano de basquete profissional que atualmente joga pelo Washington Wizards da National Basketball Association (NBA).
Ele jogou basquete universitário pela Universidade Bucknell e foi selecionado pelo Dallas Mavericks como a 44º escolha geral no Draft da NBA de 2013.

## Primeiros anos
Filho de Bob e Mary Muscala, Mike nasceu em 1º de julho de 1991, em St. Louis Park, Minnesota. Sua mãe mais tarde se casou com Thomas Maida. Ele tem uma meia-irmã, Madeline.
Muscala cresceu em Minnesota e frequentou escolas em Roseville, graduando-se na Roseville High School.

## Carreira universitária

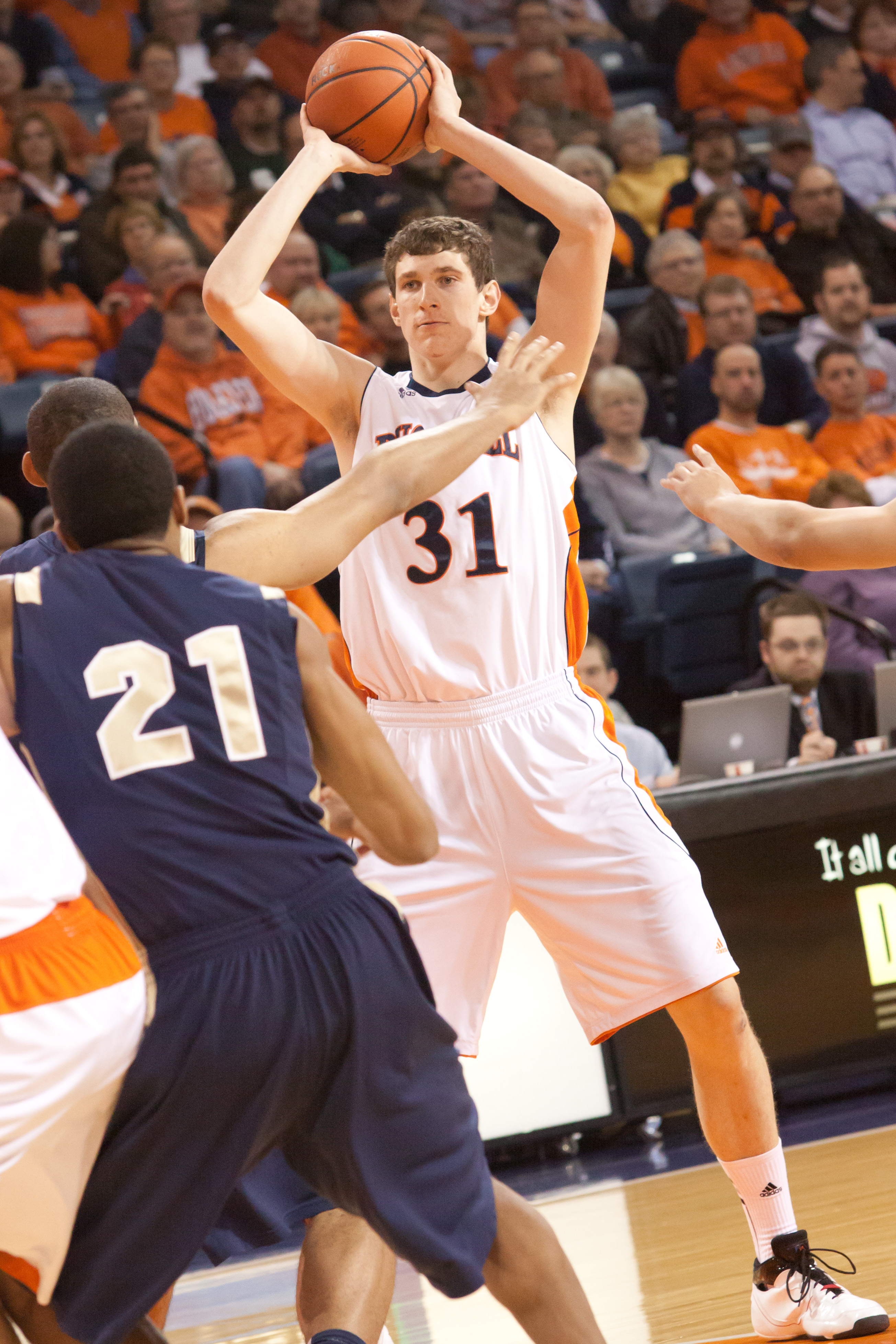
Muscala deixou Bucknell como o maior artilheiro de todos os tempos da universidade.

Muscala jogou na Universidade Bucknell por quatro temporadas. Ele foi o Jogador de Basquete Masculino do Ano da Patriot League em 2011, depois de liderar a equipe até o Torneio da NCAA.
Em 2013, Muscala também ganhou o prêmio de Jogador do Ano da Patriot League e Jogador Defensivo do Ano, tornando-se o primeiro jogador na história da Patriot League a ganhar duas vezes os prêmios. Durante a temporada de 2012–13, Muscala também se tornou o maior artilheiro de todos os tempos de Bucknell, superando o recorde de 32 anos de Al Leslie.

## Carreira profissional

### Obradoiro (2013–2014)
Em 27 de junho de 2013, Muscala foi selecionado pelo Dallas Mavericks como a 44ª escolha geral no draft da NBA de 2013. Ele foi posteriormente negociado com o Atlanta Hawks na noite do draft e, mais tarde, juntou-se aos Hawks para a Summer League de 2013.
Em 1º de agosto de 2013, Muscala assinou contrato de um ano com o Río Natura Monbús Obradoiro da Liga ACB. Em 25 de fevereiro de 2014, ele voltou para os Estados Unidos. Em 20 jogos pelo clube, ele teve médias de 14,6 pontos, 7,8 rebotes e 1,1 assistências.

### Atlanta Hawks (2014–2018)
Em 27 de fevereiro de 2014, Muscala assinou um contrato com o Atlanta Hawks. Ele fez sua estreia pelos Hawks em 2 de março e registrou quatro pontos e cinco rebotes na derrota para o Phoenix Suns. No último jogo da temporada regular em 16 de abril, Muscala marcou 15 pontos, o recorde da temporada, na vitória por 111–103 sobre o Milwaukee Bucks.
Em julho de 2014, Muscala voltou a se juntar aos Hawks para a Summer League de 2014. Durante a temporada de 2014-15, ele jogou alguns jogos no Fort Wayne Mad Ants da D-League. Em 28 de março de 2015, ele teve o melhor jogo da temporada com 18 pontos, 10 rebotes, 4 assistências, 1 roubo de bola e 2 bloqueios na derrota para o Charlotte Hornets.
Em 26 de março de 2016, Muscala foi presenteado com o Troféu Memorial Jason Collier por ser o jogador que melhor exemplifica as características que Collier exibia fora da quadra como embaixador da comunidade.
Em 29 de junho de 2016, o Hawks exerceu a opção para a renovação de seu contrato para a temporada de 2016–17.
Em 25 de julho de 2017, Muscala assinou um contrato de 2 anos e US$10 milhões com os Hawks. Em 11 de março de 2018, ele marcou 19 pontos, o recorde de sua carreira, na derrota por 129-122 para o Chicago Bulls. Em 28 de março de 2018, ele marcou 24 pontos, um novo recorde na carreira, na derrota por 126-114 para o Minnesota Timberwolves.

### Philadelphia 76ers (2018–2019)
Em 25 de julho de 2018, Muscala foi negociado com o Philadelphia 76ers em um acordo de três equipes que também envolveu o Oklahoma City Thunder.

### Los Angeles Lakers (2019)
Em 6 de fevereiro de 2019, Muscala foi negociado, junto com Wilson Chandler, Landry Shamet e uma série de futuras escolhas de draft, para o Los Angeles Clippers em troca de Tobias Harris, Boban Marjanović e Mike Scott. No dia seguinte, ele foi negociado com o Los Angeles Lakers em troca de Michael Beasley e Ivica Zubac.

### Oklahoma City Thunder (2019–2023)
Em 10 de julho de 2019, Muscala assinou um contrato de 2 anos e US$4.3 milhões com o Oklahoma City Thunder.
Em novembro de 2020, Muscala exerceu sua opção de renovação e voltou para uma segunda temporada com o Thunder. Em 25 de janeiro de 2021, Muscala fez seis cestas de três pontos, recorde da sua carreira, e marcou 23 pontos durante uma vitória por 125-122 sobre o Portland Trail Blazers.
Em 12 de agosto de 2021, Muscala assinou com o Thunder em um contrato de 2 anos e US$7 milhões. Em 8 de março de 2022, ele foi submetido a uma cirurgia no tornozelo direito que acabou com a sua temporada.
Em 4 de agosto de 2022, Muscala assinou um novo acordo de 2 anos e US$7 milhões com o Thunder.

### Boston Celtics (2023–Presente)
Em 9 de fevereiro de 2023, Muscala foi negociado com o Boston Celtics em troca de Justin Jackson e duas escolhas de segunda rodada. Um dia depois, Muscala fez sua estreia no Celtics e registrou 12 pontos e dois rebotes na vitória por 127–116 sobre o Charlotte Hornets.

## Estatísticas da carreira

### NBA

#### Temporada regular
| Ano      | Equipe        | PJ  | PT | MPJ  | AP   | 3P   | LL    | RT  | AS  | BR | TO | PPJ |
| -------- | ------------- | --- | -- | ---- | ---- | ---- | ----- | --- | --- | -- | -- | --- |
| 2013–14  | Atlanta       | 20  | 0  | 10.8 | .425 | .000 | 1.000 | 2.6 | .4  | .2 | .5 | 3.8 |
| 2014–15  | Atlanta       | 40  | 8  | 12.6 | .550 | .409 | .880  | 3.0 | .6  | .4 | .5 | 4.9 |
| 2015–16  | Atlanta       | 60  | 0  | 9.4  | .500 | .308 | .795  | 2.0 | .6  | .2 | .5 | 3.3 |
| 2016–17  | Atlanta       | 70  | 3  | 17.7 | .504 | .418 | .766  | 3.4 | 1.4 | .4 | .6 | 6.2 |
| 2017–18  | Atlanta       | 53  | 7  | 20.0 | .458 | .371 | .919  | 4.3 | 1.0 | .6 | .5 | 7.6 |
| 2018–19  | Philadelphia  | 47  | 6  | 22.1 | .392 | .342 | .818  | 4.3 | 1.3 | .4 | .6 | 7.4 |
| 2018–19  | L.A. Lakers   | 17  | 4  | 15.6 | .434 | .368 | .875  | 2.6 | .8  | .2 | .6 | 5.9 |
| 2019–20  | Oklahoma City | 47  | 2  | 12.2 | .407 | .378 | .818  | 2.3 | .9  | .2 | .3 | 4.8 |
| 2020–21  | Oklahoma City | 35  | 0  | 18.4 | .446 | .370 | .917  | 3.8 | .8  | .2 | .3 | 9.7 |
| 2021–22  | Oklahoma City | 43  | 0  | 13.8 | .456 | .429 | .842  | 3.0 | .5  | .4 | .6 | 8.0 |
| 2022–23  | Oklahoma City | 43  | 5  | 14.5 | .438 | .394 | .795  | 3.1 | .9  | .3 | .4 | 6.2 |
| Carreira | Carreira      | 475 | 35 | 15.1 | .455 | .344 | .856  | 3.1 | .8  | .3 | .4 | 6.1 |

#### Playoffs
| Ano      | Equipe        | PJ | PT | MPJ  | AP   | 3P    | LL    | RT  | AS | BR | TO | PPJ |
| -------- | ------------- | -- | -- | ---- | ---- | ----- | ----- | --- | -- | -- | -- | --- |
| 2014     | Atlanta       | 2  | 0  | 2.5  | .000 | .000  | .000  | .0  | .0 | .0 | .0 | .0  |
| 2015     | Atlanta       | 10 | 0  | 10.2 | .606 | .250  | .000  | 1.8 | .1 | .1 | .3 | 4.2 |
| 2016     | Atlanta       | 9  | 0  | 7.4  | .500 | .333  | 1.000 | 1.9 | .3 | .0 | .1 | 2.7 |
| 2017     | Atlanta       | 6  | 0  | 13.5 | .278 | .000  | .875  | 2.7 | .3 | .2 | .5 | 2.8 |
| 2020     | Oklahoma City | 2  | 0  | 10.0 | .500 | 1.000 | .000  | 2.0 | .5 | .0 | .0 | 1.5 |
| Carreira | Carreira      | 29 | 0  | 8.7  | .376 | .316  | .375  | 1.6 | .2 | .0 | .1 | 2.2 |

### Universitário
| Ano      | Equipe   | PJ  | PT  | MPJ  | AP   | 3P   | LL   | RT   | AS  | BR | TO  | PPJ  |
| -------- | -------- | --- | --- | ---- | ---- | ---- | ---- | ---- | --- | -- | --- | ---- |
| 2009–10  | Bucknell | 30  | 16  | 24.8 | .462 | .300 | .806 | 4.9  | .7  | .3 | 2.1 | 9.8  |
| 2010–11  | Bucknell | 34  | 34  | 27.8 | .517 | .364 | .816 | 5.5  | 1.3 | .4 | 1.9 | 14.9 |
| 2011–12  | Bucknell | 35  | 35  | 29.9 | .504 | .350 | .853 | 9.0  | 1.8 | .4 | 1.6 | 17.0 |
| 2012–13  | Bucknell | 34  | 34  | 31.7 | .509 | .250 | .789 | 11.1 | 2.2 | .5 | 2.3 | 18.7 |
| Carreira | Carreira | 133 | 119 | 28.5 | .498 | .315 | .816 | 7.6  | 1.5 | .4 | 1.9 | 15.1 |

Fonte: